# Jermaine Jackson
Jermaine LaJaune Jackson (Gary, 11 de dezembro de 1954) é um cantor, baixista, compositor e cineasta norte-americano.

## Biografia

### Início de vida
Nascido no St Mary's Mercy Hospital, onde também nasceram todos os seus irmãos, Jermaine LaJaune Jackson é o terceiro irmão mais velho de Michael Jackson e Janet Jackson e o quarto filho do empresário Joe Jackson e da autora Katherine Jackson.

### 1964-1984: The Jackson 5
Jermaine esteve na primeira formação do The Jackson 5, grupo criado pelo patriarca da Família Jackson, Joe Jackson, e ficou conhecido por suas linhas de baixo que davam suporte à música. Jermaine Jackson, assim como Michael, também saiu em carreira solo nos anos 70, tendo inúmeros singles entre os top 20 da época sucessos como "I am love" e "Daddy's home".

### 1984-presente: Carreira solo
Após o fim do grupo não teve trabalhos de grande relevância. Nos anos 90, produziu a premiada série “The Jacksons: An American Dream”, que conta a história da família. Converteu-se ao islamismo, mudou o nome para Muhammad Abdul-Aziz e se casou com Halima Rashid.
No dia 6 de setembro de 2016, foi à Angola para cantar no aniversário de Marquito Daniel.

## Vida pessoal

### Relacionamento com Whitney Houston
Jermaine conheceu Whitney Houston em 1983, antes da mesma ser famosa, onde ela, eventualmente, era a baking vocal de sua banda. O cantor confirmou para a mídia que ele e Whitney foram amantes de 1984 a 1985. Nesta época Whitney estava solteira, mantendo apenas relacionamentos casuais, visto que estava separada há um ano de sua ex-namorada Robyn Crawford, e ainda não conhecia Bobby Brown. Jermaine e Whitney separaram-se por iniciativa dela, visto que a cantora queria que ele se separasse de sua esposa, Hazel Gordy, para que assumisse um relacionamento sério com ela, o que ele não fez. Na época, Michael Jackson, irmão de Jermaine, e muito amigo de Whitney, era contra o relacionamento extraconjugal. Após um ano afastados, Jermaine e Whitney retomaram a amizade que tinham antes de se envolverem, e voltaram a cantar juntos, eventualmente, quando havia alguma festa ou evento na mídia. Jermaine lamentou por não ter podido comparecer ao funeral da artista.

### Outros relacionamentos
Jackson foi casado e divorciado três vezes, e tem sete filhos. Seu primeiro casamento foi com a filha do fundador da Motown Berry Gordy , Hazel Gordy (nascida em 24 de agosto de 1954), que durou de 15 de dezembro de 1973 até 1988. Ele tem três filhos com Hazel:
- Jermaine La Jaune "Jay" Jackson Jr., (nascido em 27 de janeiro de 1977). Jermaine Jr. e sua namorada de longa data, Asa Soltan Rahmati , têm um filho, Soltan Soul Jackson, nascido em 20 de janeiro de 2017.[7]
- Autumn Joi Jackson (nascido em 16 de junho de 1978), casado com o produtor Narinder Singh.
- Jaimy Jermaine Jackson (nascido em 17 de março de 1987).

Jackson esteve em um relacionamento com Margaret Maldonado de 1986 até 1993. Eles têm dois filhos:
- Jeremy Maldonado Jackson (nascido em 26 de dezembro de 1986).
- Jourdynn Michael Jackson (nascido em 5 de janeiro de 1989): Jourdynn é casado com Marike Le Roux.[7]

Ele começou um relacionamento com Alejandra Genevieve Oaziaza enquanto ela estava namorando seu irmão mais novo Randy, com quem teve uma filha e um filho. Casou-se com Oaziaza em 18 de março de 1995, e o casamento durou até 19 de maio de 2003. Eles têm dois filhos:
- Jaafar Jermiah Jackson (nascido em 25 de julho de 1996).
- Jermajesty Jermaine Jackson (nascido em 7 de outubro de 2000).[7]

Em janeiro de 2004, Jackson conheceu Halima Rashid enquanto estava na fila da Starbucks. Em março de 2004, ele a pediu em casamento e cinco meses depois, eles se casaram em uma mesquita em Los Angeles. Rashid foi presa em 28 de novembro de 2015, em Los Angeles, por suposta violência doméstica. Rashid entrou com uma petição de divórcio em 21 de junho de 2016, citando diferenças irreconciliáveis.

## Árvore genealógica da família Jackson
Árvore genealógica dos irmãos, pais e avós de Michael Jackson. Por simplificação, não estão incluídos filhos e sobrinhos:
|        |        |        |        |        |        |  |  |        |        |        |        | Samuel Jackson | Samuel Jackson | Samuel Jackson | Samuel Jackson | Samuel Jackson | Samuel Jackson |        |        |        |        |        |        | Crystal Lee King | Crystal Lee King | Crystal Lee King | Crystal Lee King | Crystal Lee King | Crystal Lee King |  |  | Prince Albert Screws | Prince Albert Screws | Prince Albert Screws | Prince Albert Screws | Prince Albert Screws | Prince Albert Screws |           |           |           |           |        |        | Martha Upshaw | Martha Upshaw | Martha Upshaw | Martha Upshaw | Martha Upshaw | Martha Upshaw |         |         |         |         |  |  |       |       |       |       |       |       |  |  |       |       |       |       |       |       |  |  |
|        |        |        |        |        |        |  |  |        |        |        |        | Samuel Jackson | Samuel Jackson | Samuel Jackson | Samuel Jackson | Samuel Jackson | Samuel Jackson |        |        |        |        |        |        | Crystal Lee King | Crystal Lee King | Crystal Lee King | Crystal Lee King | Crystal Lee King | Crystal Lee King |  |  | Prince Albert Screws | Prince Albert Screws | Prince Albert Screws | Prince Albert Screws | Prince Albert Screws | Prince Albert Screws |           |           |           |           |        |        | Martha Upshaw | Martha Upshaw | Martha Upshaw | Martha Upshaw | Martha Upshaw | Martha Upshaw |         |         |         |         |  |  |       |       |       |       |       |       |  |  |       |       |       |       |       |       |  |  |
|        |        |        |        |        |        |  |  |        |        |        |        |                |                |                |                |                |                |        |        |        |        |        |        |                  |                  |                  |                  |                  |                  |  |  |                      |                      |                      |                      |                      |                      |           |           |           |           |        |        |               |               |               |               |               |               |         |         |         |         |  |  |       |       |       |       |       |       |  |  |       |       |       |       |       |       |  |  |
|        |        |        |        |        |        |  |  |        |        |        |        |                |                |                |                |                |                | Joseph | Joseph | Joseph | Joseph | Joseph | Joseph |                  |                  |                  |                  |                  |                  |  |  |                      |                      |                      |                      | Katherine            | Katherine            | Katherine | Katherine | Katherine | Katherine |        |        |               |               |               |               |               |               |         |         |         |         |  |  |       |       |       |       |       |       |  |  |       |       |       |       |       |       |  |  |
|        |        |        |        |        |        |  |  |        |        |        |        |                |                |                |                |                |                | Joseph | Joseph | Joseph | Joseph | Joseph | Joseph |                  |                  |                  |                  |                  |                  |  |  |                      |                      |                      |                      | Katherine            | Katherine            | Katherine | Katherine | Katherine | Katherine |        |        |               |               |               |               |               |               |         |         |         |         |  |  |       |       |       |       |       |       |  |  |       |       |       |       |       |       |  |  |
|        |        |        |        |        |        |  |  |        |        |        |        |                |                |                |                |                |                |        |        |        |        |        |        |                  |                  |                  |                  |                  |                  |  |  |                      |                      |                      |                      |                      |                      |           |           |           |           |        |        |               |               |               |               |               |               |         |         |         |         |  |  |       |       |       |       |       |       |  |  |       |       |       |       |       |       |  |  |
|        |        |        |        |        |        |  |  |        |        |        |        |                |                |                |                |                |                |        |        |        |        |        |        |                  |                  |                  |                  |                  |                  |  |  |                      |                      |                      |                      |                      |                      |           |           |           |           |        |        |               |               |               |               |               |               |         |         |         |         |  |  |       |       |       |       |       |       |  |  |       |       |       |       |       |       |  |  |
|        |        |        |        |        |        |  |  |        |        |        |        |                |                |                |                |                |                |        |        |        |        |        |        |                  |                  |                  |                  |                  |                  |  |  |                      |                      |                      |                      |                      |                      |           |           |           |           |        |        |               |               |               |               |               |               |         |         |         |         |  |  |       |       |       |       |       |       |  |  |       |       |       |       |       |       |  |  |
| Rebbie | Rebbie | Rebbie | Rebbie | Rebbie | Rebbie |  |  | Jackie | Jackie | Jackie | Jackie | Jackie         | Jackie         |                |                | Tito           | Tito           | Tito   | Tito   | Tito   | Tito   |        |        | Jermaine         | Jermaine         | Jermaine         | Jermaine         | Jermaine         | Jermaine         |  |  | LaToya               | LaToya               | LaToya               | LaToya               | LaToya               | LaToya               |           |           | Marlon    | Marlon    | Marlon | Marlon | Marlon        | Marlon        |               |               | Michael       | Michael       | Michael | Michael | Michael | Michael |  |  | Randy | Randy | Randy | Randy | Randy | Randy |  |  | Janet | Janet | Janet | Janet | Janet | Janet |  |  |

## Trilhas sonoras
- Daddy's Home - Novela O Bem Amado (Rede Globo, 1973)
- Let's Be Young Tonight - Novela Duas Vidas (Rede Globo, 1976)
- My Touch Of Madness - Novela Tchan, a Grande Sacada (TV Tupi, 1977)
- Do What You Do - Novela Livre Para Voar (Rede Globo, 1984)